# مكانزي فوي

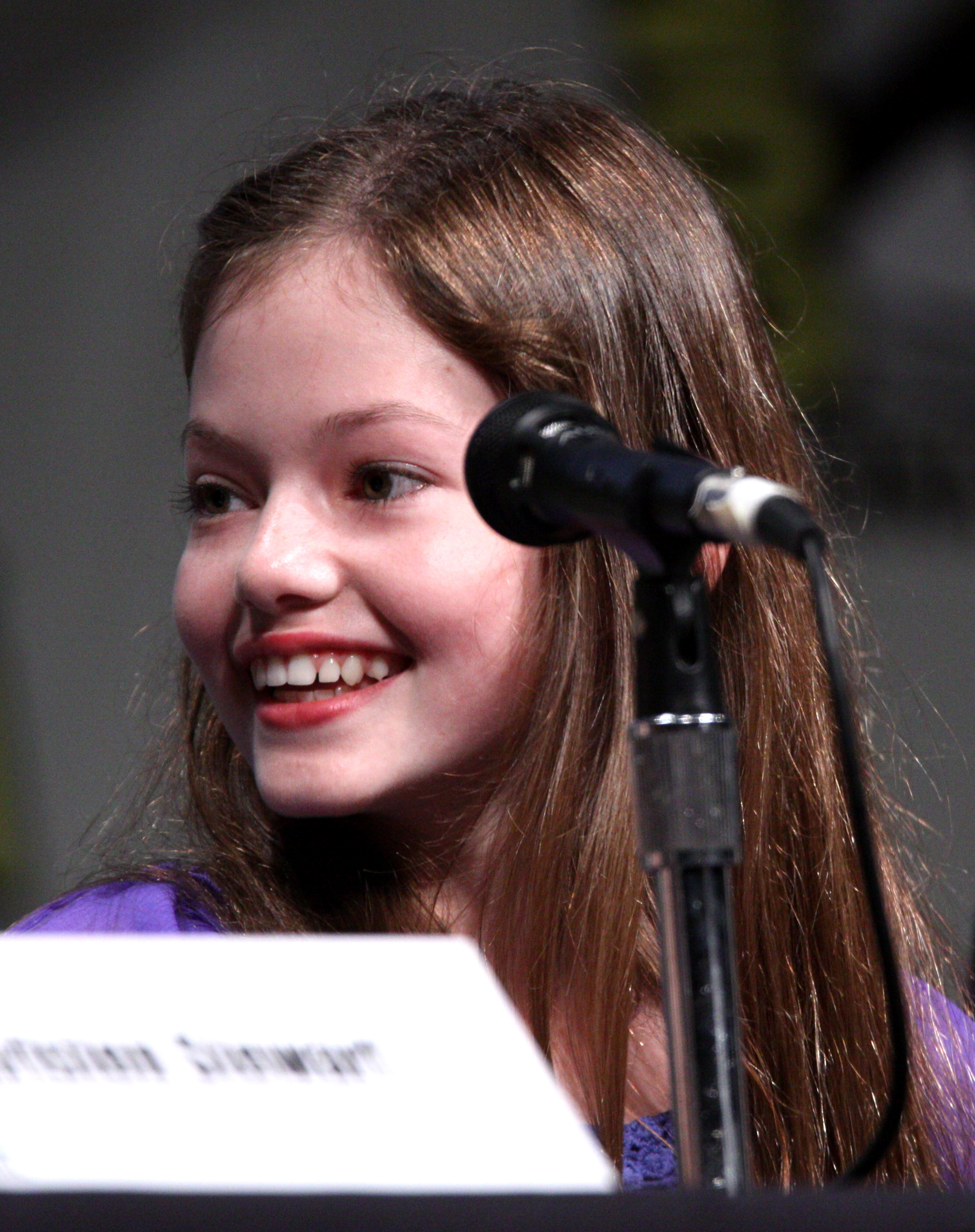
مكانزي فوي في عام 2012

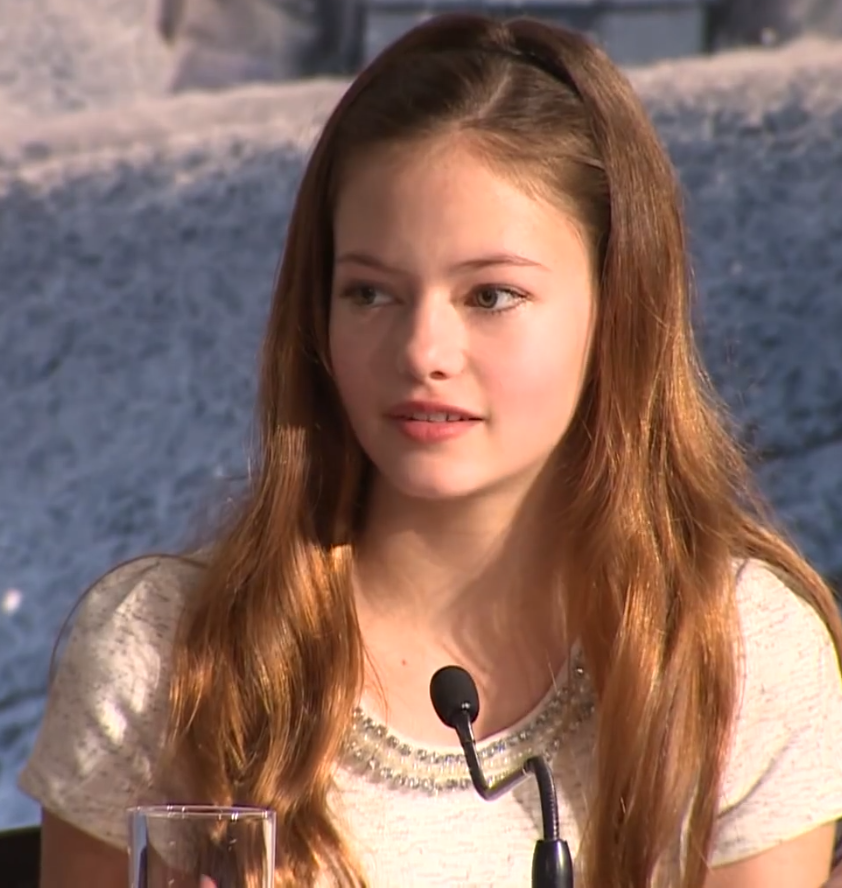
مكانزي فوي في عام 2014

مكانزي فوي (بالإنجليزية: Mackenzie Foy)‏ مواليد 10 نوفمبر 2000 في لوس أنجلوس، كاليفورنيا، الولايات المتحدة، هي ممثلة أمريكية بدأت مسيرتها الفنية عام 2009.

## الأعمال
- 2010: فلاش فورورد
- 2011: بزوغ الفجر
- 2012: ملحمة الشفق: الفجر المشرق الجزء الثاني
- 2013: الشعوذة
- 2014: قائم بين النجوم
- 2018: كسارة البندق والعوالم الأربعة

## الترشيحات والجوائز
| السنة | الحدث                | الفئة                                            | النتيجة |
| ----- | -------------------- | ------------------------------------------------ | ------- |
| 2013  | جائزة التوتة الذهبية | أسوء ثنائي على الشاشة (بالتشارك مع تايلور لوتنر) | فوز     |
| 2013  | جائزة التوتة الذهبية | أسوء طاقم على الشاشة (بالتشارك مع الطاقم)        | فوز     |
| 2013  | جائزة الفنان الصغير  | أفضل أداء في فيلم روائي طويل - ممثلة مساعدة شابة | رُشِّح     |

## وصلات خارجية
- مكانزي فوي على موقع IMDb (الإنجليزية)
- مكانزي فوي على موقع روتن توميتوز (الإنجليزية)
- مكانزي فوي على موقع ألو سيني (الفرنسية)
- مكانزي فوي على موقع أول موفي (الإنجليزية)
- مكانزي فوي على موقع قاعدة بيانات الأفلام السويدية (السويدية)
- مكانزي فوي على موقع ديسكوغز (الإنجليزية)
- مكانزي فوي على موقع قاعدة بيانات الفيلم (الإنجليزية)
- مكانزي فوي على موقع كينوبويسك (الروسية)